# Hyeokgeose di Silla
Hyeokgeose (혁거세 거서간?, 赫居世居西干?, Hyeokgeose GeoseoganLR; 69 a.C. – 4) è stato il primo re di Silla, sul quale regnò dal 57 a.C. alla morte, nel 4.

## Nome
"Hyeokgeose" non era il suo nome proprio, ma la pronuncia cinese del nome onorifico, "Bulgeunae" (불그내, 弗矩内), avente il significato di "mondo luminoso" in coreano arcaico.
Il titolo Geoseogan o Geoseulhan (거슬한, 居瑟邯) accompagnato al suo nome significa "sovrano" nella lingua della confederazione Jinhan, un antico gruppo di regni nel sudest della penisola coreana, mentre Bak (박) viene dal coreano e indica la zucca, poiché la leggenda ne vorrebbe la nascita da un uovo dalla forma di un'enorme zucca. Esso si sarebbe poi diffuso come cognome nella penisola, assumendo in occidente la traslitterazione "Park".

## Mito della fondazione
Il Samguk sagi e il Samguk yusa descrivono entrambi la fondazione di Silla da parte di Hyeokgeose. La leggenda riflette la situazione delle città stato dell'epoca, mitizzando l'ascesa della famiglia Bak.
Dei rifugiati di Gojoseon vivevano nelle valli della successiva provincia del Gyeongsang, in sei villaggi chiamati Yangsan, Goheo, Jinji, Daesu, Gari e Goya. Nel 69 a.C., i capivillaggio si riunirono alla collina di Alcheon con i rispettivi figli per discutere la formazione di un regno e per scegliere un re che potesse governarli meglio. Dalla collina guardarono a sud e videro una luce che scendeva dal cielo fino alla foresta, presso il pozzo Najeong del villaggio di Yangsan. Arrivati sul posto, trovarono un cavallo bianco inchinato al suolo, che volò subito in cielo. Sobeolgong, capovillaggio di Goheo, rinvenne un uovo rosso nel punto in cui c'era il cavallo. Dall'uovo emerse un bambino e, quando gli venne fatto il bagno, il suo corpo emanò luce, mentre gli uccelli e le bestie danzarono. Subito dopo, un terremoto scosse i cieli e il suolo, e il sole e la luna brillarono luminosi. I capivillaggio lo riverirono e lo nominarono subito re. Quello stesso giorno, vicino al pozzo Aryeong del villaggio di Saryang nacque una bambina dalla costola sinistra di una creatura per metà uccello e per metà drago. La neonata era molto bella, ma la sua bocca ricordava un becco, che perse appena le venne fatto il bagno nel torrente che scorreva a nord della fortezza di Wolseong. Le fu dato lo stesso nome del pozzo vicino a cui era nata, Aryeong. Ad occidente del monte Namsan fu costruito un palazzo dove i due bambini furono cresciuti. Compiuti i tredici anni, furono nominati re e regina del regno formato dalle tribù unite, Seorabeol. Esso veniva chiamato anche Gyerim, "foresta del gallo", per onorare la sua sovrana, ma con il tempo la gente iniziò a riferirsi ad esso con il nome di "Silla".

## Regno
Secondo il Samguk Sagi, Hyeokgeose e Aryeong viaggiarono per il regno nel 41 a.C., aiutando il popolo a migliorare i raccolti. La gente li definì "i due santi" (이성, 二聖, Iseong). Quattro anni dopo, Hyeokgeose fondò Geumseong e nel 32 a.C. ci costruì un palazzo reale.
La comanderia di Lelang invase il regno nel 28 a.C. ma, vedendo che il popolo disponeva di abbondanti riserve di grano e non serrava le porte di notte, definì Silla una nazione seguace della morale e si ritirò.
Nel 20 a.C., il re della confederazione Mahan domandò un tributo. Silla inviò Hogong, uno dei propri ministri, ma il re di Mahan si infuriò. Hogong criticò la sua maleducazione e il sovrano cercò di ucciderlo, ma i suoi subordinati lo fermarono e all'uomo fu permesso di tornare a Silla. Poco dopo, il re di Mahan morì e Hyeokgeose inviò un emissario nel regno, invece di invaderlo come suggerito dai suoi funzionari. Quindici anni dopo, regalò venti cavalli all'ambasciatore di Okjeo venuto a trovarlo.
Hyeokgeose morì nel 4, poco prima di sua moglie, e si narra che, una settimana dopo, il suo corpo si sparse per terra in pezzi. Il popolo cercò di ricomporlo per celebrare il funerale, ma un enorme serpente apparve e si intromise, costringendo la gente a tenere cinque cerimonie diverse, una per ogni parte del corpo, e a costruire tombe separate, una per ciascuna. Le tombe vennero chiamate Sareung, cioè "tombe del serpente".
Hyeokgeose governò per circa sessant'anni, posando le fondamenta di un regno che nel 668 avrebbe unificato l'intera penisola coreana. Mantenne il controllo sul territorio e fu uno dei pochi sovrani Bak a detenere il potere assoluto su Silla. Morì a 73 anni e fu sepolto a Sareung, a sud di Namcheon. Gli succedette il figlio maggiore, Namhae.

## Famiglia
- Madre: Saso[6]
- Consorte: Aryeong, la dama Yi
- Prole:

1. Namhae Chachaung (50 a.C.-24)
2. Bakteuk
3. Bakmin
4. Principessa Aro
5. Principessa dal nome sconosciuto, dama Bak

## Rappresentazioni nei media
Hyeokgeose compare nella sequenza di apertura de La leggenda del lago maledetto, interpretato da attore ignoto.